# Triportheus auritus
Triportheus auritus är en fiskart som först beskrevs av Valenciennes, 1850.  Triportheus auritus ingår i släktet Triportheus och familjen Characidae. Inga underarter finns listade i Catalogue of Life.